# Àcid el·làgic
L'àcid el·làgic és un polifenol antioxidant present en moltes fruites i hortalisses, com ara castanyes, gerds , maduixes, nabius, nous, pacana, magranes, etc. Té moltes aplicacions farmacològiques.
L'àcid el·làgic és la dilactona de l'àcid hexahidroxidifènic.

## Origen botànic
Les plantes produeixen àcid el·làgic i glucosa que es combinen per formar el·lagitanins, compostos solubles en aigua que són més fàcils d'absorbir pels animals i els humans en els aliments.
Entre aquestes plantes hi ha Terminalia chebula i Terminalia belerica, dues espècies relacionades, que són els ingredients principals d'un tònic conegut com a triphala a la medicina ayurvèdica i que conté també Emblica officinalis. El triphala conté els àcids el·làgic, chebulagic i chebulínic.

## Història
L'àcid el·làgic va ser descobert l'any 1831 per Henri Braconnot, químic i director del Jardí Botànic de Nancy, qui també havia batejat l'àcid gàl·lic. Per la proximitat estructural dels dos àcids el va anomenar invertint el nom de la font vegetal d'on s'havia obtingut, les agalles del roure (en francès galle => ellag).